# Sven Enelius
Sven Enelius, född 7 augusti 1728 i Nässja socken, död 12 juli 1789 i Rogslösa socken, var en svensk präst i Rogslösa församling.

## Biografi
Sven Enelius föddes 7 augusti 1728 på Eneby i Nässja socken. Han var son till skattebonden Pehr Hansson och Margaretha Hansdotter. Enelius studerade i Vadstena och Linköping. Han blev 3 juni 1751 student vid Uppsala universitet och prästvigdes 8 maj 1755. Den 22 oktober 1764 blev han komminister i Källstads församling och tillträdde 1765. Han tog pastoralexamen 27 juni 1772 och blev 23 november 1774 kyrkoherde i Rogslösa församling, tillträdde 1776. Enelius avled 12 juli 1789 i Rogslösa socken.
En gravsten över Enelius med inskription på latin finns bevarad.

### Familj
Enelius gifte sig 8 maj 1759 med Elisabeth Hornstrand (1734–1788). Hon var dotter till komministern i Svanshals socken. De fick tillsammans barnen kyrkoherden Pehr Gustaf Enelius i Köpings församling, gymnasisten Carl Magnus Enelius (1764–1783), komministern Sven Fredric Enelius i Skedevi församling, Margareta Elisabeth Enelius (född 1768), Christina Enelius (1771–1803) som var gift med rådmannen Olof Aurell i Köping och faktorn Nils Peter Lindbohm i Köping, Nils Enelius (född 1773), Maria Catharina Enelius (1775–1852) som var gift med lantbrukaren Fredric Christian Enander i Rogslösa och komministern Anders Enelius i Örberga församling.